# 小行星11421
小行星11421（11421 Cardano）是一颗绕太阳运转的小行星，为主小行星带小行星。该小行星于1999年6月10日发现。

## 轨道参数
小行星11421的轨道半长轴为3.1644224 UA，离心率为0.159。